# Ударно-волновой излучатель
Ударно-волновой излучатель, УВИ — наиболее эффективный в настоящее время тип взрывного источника радиочастотного электромагнитного излучения с «виртуальным» лайнером.

## Устройство и работа
Устройство одного из наиболее эффективных видов УВИ — со сферически симметричным сжатием поля — напоминает устройство ядерной бомбы имплозивного типа.
УВИ этого типа состоит из магнитной системы (постоянных магнитов и магнитопровода), собранной в форме перекрещивающихся обручей с магнитными полюсами в виде усечённых конусов, направленных в центр образовавшейся сферы. Внутри магнитопроводов размещен т. н. распределитель — сфера из пластмассы, внутри которой находится сферический же заряд мощного взрывчатого вещества (ВВ) с высокой скоростью детонации. В свою очередь, внутри сферического заряда ВВ находится центральная полость, в которой установлен монокристалл йодида цезия. Главная ось монокристалла проходит по направлению магнитного поля системы. Полюсные конусы, выполненные из магнитно-мягкого материала, собирают магнитное поле в области, занимаемой этим монокристаллом.
Сфера из пластмассы, называемая сферическим детонационным распределителем, имеет на наружной поверхности сложную систему канавок, заполненных ВВ с высокостабильной скоростью детонации. Канавки заканчиваются передаточными отверстиями — точками инициирования основного заряда ВВ. Таких отверстий может быть несколько десятков. Система канавок выполнена по геометрии Римана с таким расчётом, чтобы обеспечить равные пути прохождения волны детонации от первичного детонатора до каждого из отверстий. Разводку точек инициирования иногда делают на двух уровнях — внешний уровень с меньшим количеством точек инициирования помещен над основной разводкой и инициирует детонацию в точках инициирования последней, которая, в свою очередь, инициирует детонацию в основном заряде ВВ.
Таким образом, при подрыве первичного детонатора импульс детонации, пройдя через передаточные отверстия, воздействует на ВВ сферического заряда. Этот импульс, в свою очередь, вызывает детонацию сферического заряда одновременно во многих точках, что формирует сходящуюся сферическую детонационную волну с давлением на её фронте порядка десятков ГПа (сотен тыс. атм.). Далее детонационная волна воздействует на поверхность монокристалла иодида цезия, со сфокусированным в этом кристалле магнитным полем конусных полюсов магнитной системы. Под воздействием детонационной волны давление на поверхности монокристалла скачкообразно увеличивается, достигая значений порядка 100 ГПа (около 1 млн атм.). Это формирует в монокристалле ударную волну, распространяющуюся от его поверхности к центру со скоростью приблизительно 10 км/с. На фронте этой сферически симметричной ударной волны вещество диссоциирует, переходя сначала в атомарное, а затем и в ионизированное проводящее состояние. При этом магнитное поле внутри монокристалла испытывает очень быстрое сферически симметричное сжатие.
Ударная волна в монокристаллах характеризуется гладким фронтом, что позволяет получить очень малый конечный размер области сжатия с минимальными геометрическими искажениями. Выбор йодида цезия обусловлен, в частности, низким потенциалом ионизации атомов цезия, что приводит к существенному скачку проводимости на фронте ударной волны.
Таким образом, сжатию подвергается не металлический (как в обычных взрывомагнитных генераторах, работающих по принципу А. Д. Сахарова), а «виртуальный» лайнер, состоящий из сжатого и ионизированного ударной волной вещества. В конце фазы сжатия вследствие скин-эффекта размер области сферически симметрично сжатого магнитного поля намного меньше первоначального радиуса монокристалла (более чем в тысячу раз). Это приводит к очень быстрому и значительному увеличению напряженности магнитного поля.
Если УВИ собран правильно, ударная волна сходится практически в одну точку и, отразившись, меняет направление на обратное. Вследствие этого магнитное поле начинает уменьшаться. Во время этих процессов происходит немонотонное изменение поля на малых временных интервалах, характеризующееся скачкообразным изменением магнитного момента токового слоя. Это приводит к генерации импульсного радиочастотного электромагнитного излучения (РЧЭМИ). Типичные значения длительности генерации — менее одной наносекунды, частота полученного излучения — от сотен мегагерц до сотен гигагерц в одном импульсе.

## Применение
Применяется в боевых частях мощных электромагнитных бомб, снарядов, мин и иного электромагнитного оружия, действие которого основано на поражении целей радиочастотным электромагнитным излучением (РЧЭМИ).
Конструкции УВИ в узле «обжатия» монокристалла йодида цезия сходящейся сферической волной напоминает конструкцию ядерного заряда имплозивного типа, где сфера из плутония так же обжимается сходящейся сферической ударной волной. Начальное магнитное поле в монокристалле сферической формы создаётся системой постоянных магнитов и магнитопроводов. Необходимо точное изготовление элементов устройства обжима для недопущения малейших искажений сферичности ударной волны, вызывающих нестабильности фронта волны и уменьшающих выход РЭМИ. Кроме того, ВВ узла формирования сферической ударной волны должно обладать большой стабильностью детонации. В связи с большой точностью изготовления и применением высокостабильных ВВ стоимость УВИ по сравнению с иными видами взрывных генераторов электромагнитных импульсов велика, поэтому УВИ применяется только для ответственных ударов по важнейшим целям.
Принципиальная конструкция УВИ, напоминающая конструкцию ядерных зарядов для артиллерийских снарядов, также не позволяет производить УВИ с габаритами менее определённых, также как конструкция упомянутых ядерных зарядов не позволяет применять их в снарядах калибром менее 152—155 мм.
В настоящее время минимальный калибр боеприпасов электромагнитного излучения (ЭМИ) с ударно-волновым излучателем может составлять 105 мм, что позволяет применять такое оружие при помощи артиллерийских орудий, мин и ракет.
Таким образом, применению УВИ в массовых боеприпасах препятствуют их высокая стоимость и сложность производства. Кроме того, существует ограничение, препятствующее увеличению мощности (при данных размерах источника излучения) сверх некоторого значения. Это ограничение связано с явлением пробоя окружающего источник воздуха, т. к. плотность энергии излучения на поверхности источника не должна превышать пробивного значения для окружающего воздуха, иначе энергия УВИ будет поглощена плазмой разряда. По этой причине создание слишком мощного и в то же время малоразмерного УВИ представляется нецелесообразным, и всегда будет оставаться связь его размеров с максимальным расстоянием поражения. Решение данной проблемы находится в сокращении времени генерации излучения до субнаносекундного диапазона и даже менее, поскольку при этом становится возможным повышение максимально допустимых значений плотности энергии излучения УВИ.

## История
В начале 1950-х годов в СССР, при исследовании реакций ядерного синтеза, возникла необходимость в устройстве, создающем очень короткие и мощные импульсы электрического тока. В то время уже существовал генератор Маркса, который был тогда единственным устройством, способным производить импульсы столь высокой мощности. Непомерно высокая стоимость большого количества конденсаторов, используемых в генераторе Маркса, побудила к исследованию более экономичных конструкций. Первые ударно-волновые излучатели были основаны на идеях Андрея Сахарова.
УВИ впервые был предложен А. Б. Прищепенко и испытан 02 марта 1984 г. на полигоне «Геодезия» в Красноармейске (СССР); в том же году на УВИ было получено авторское свидетельство. Позднее А. Б. Прищепенко были сформулированы общие принципы боевого применения электромагнитных боеприпасов.